# 大塚仁
大塚 仁（おおつか ひとし、1923年〈大正12年〉7月21日 - 2020年〈令和2年〉12月23日）は、日本の法学者。専攻は刑法。学位は、法学博士（東京大学・論文博士・1962年）（学位論文「間接正犯の研究」）。名古屋大学名誉教授。群馬県勢多郡桂萱村（現・前橋市）生まれ。

## 人物
福田平と共に団藤重光の指導を受ける（指導教授であった小野清一郎が公職追放となったための措置であり、もとは団藤の弟子でなかった）。同い年の福田平とはその後も深い親交を保った。また、福田とともに長く司法試験委員を務め、その著書は司法試験の基本書とされた。妻は弁護士で朝日大名誉教授の大塚錥子で、民法・環境法学者の大塚直（早稲田大学教授）は息子。中央大学法学部2年20歳の時に徴兵され、軍隊生活を経て、昭和21年5月より東京大学法学部で学んだ。

## 学説
- 学界においては、団藤が第一線を退き、藤木英雄亡き後の行為無価値論の論客として、やはり福田とともに主導的位置にあった。
- 刑法総論においては、行為無価値論の本流ではあるが、刑法各論においては、不法領得の意思不要論を展開する。

## 経歴
- 1941年 旧制前橋中学校（現群馬県立前橋高等学校）卒業[1]
- 1948年 高等文官試験司法科試験合格
- 1949年 東京大学法学部法律学科卒業、東京大学法学部助手
- 1952年 名古屋大学法学部助教授
- 1959年 名古屋大学法学部教授
- 1974年 名古屋大学法学部長（1976年まで）
- 1987年 愛知大学法経学部教授
- 1987年 朝日大学法学部客員教授
- 1989年 愛知大学法学部教授
- 1992年 放送大学客員教授

## 受賞歴
- 日本刑法学会草野賞（「間接正犯の正犯性」）（1956年）

## 叙位・叙勲
- 勲二等旭日重光章（1999年11月）[2]

## 著書
- 『刑法における新・旧両派の理論』（有斐閣、1957年）
- 『特別刑法（法律学全集）』（有斐閣、1959年）
- 『自動車事故と業務上過失責任』（日本評論社、1964年）
- 『刑法総論Ⅰ（有斐閣大学双書）』（福田平と共著）（有斐閣、1979年）
- 『刑法総論Ⅱ（有斐閣大学双書）』（福田平と共編著）（有斐閣、1982年）
- 『犯罪論の基本問題』（有斐閣、1982年）
- 『対談刑法総論（上、中、下）』（福田平と共著）（有斐閣、1986年、1987年）
- 『刑法要論（総論、各論）（ともに第6版）』（成文堂、1993年）
- 『新刑事政策入門』（編著）（青林書院、1995年）
- 『刑法各論（改訂版）』、『刑法総論（改訂版）』（ともに福田平と共編著）（青林書院、1996年、1997年）
- 『基礎演習刑法（新版）』（福田平と共著）（有斐閣、1999年）
- 『大コンメンタール刑法（第2版）（全13巻・別巻1）』（佐藤文哉、河上和雄、古田佑紀と共編）（青林書院、1999年～）
- 『新実例刑法 総論』（佐藤文哉と共編著）（青林書院、2001年）
- 『刑法判例集（第4版）』（福田平と共著）（有斐閣、2001年）
- 『間接正犯の研究（復刊版）』（有斐閣、2003年）
- 『刑法入門（第4版）』（有斐閣、2003年）
- 『刑法概説 各論（第3版増補版）』（有斐閣、2005年）ISBN 4-641-04233-0
- 『刑法概説 総論（第4版）』（有斐閣、2008年）ISBN 978-4-641-04260-5
- 『講演 私の刑法学～人格的刑法学の確立～（朝日大学法制研究所叢書）』（青林書院、2015年）

## 門下生
- 佐久間修 - 大阪大学大学院高等司法研究科教授
- 加藤新太郎（裁判官）は大塚ゼミ出身。